# Engin de franchissement de l’avant

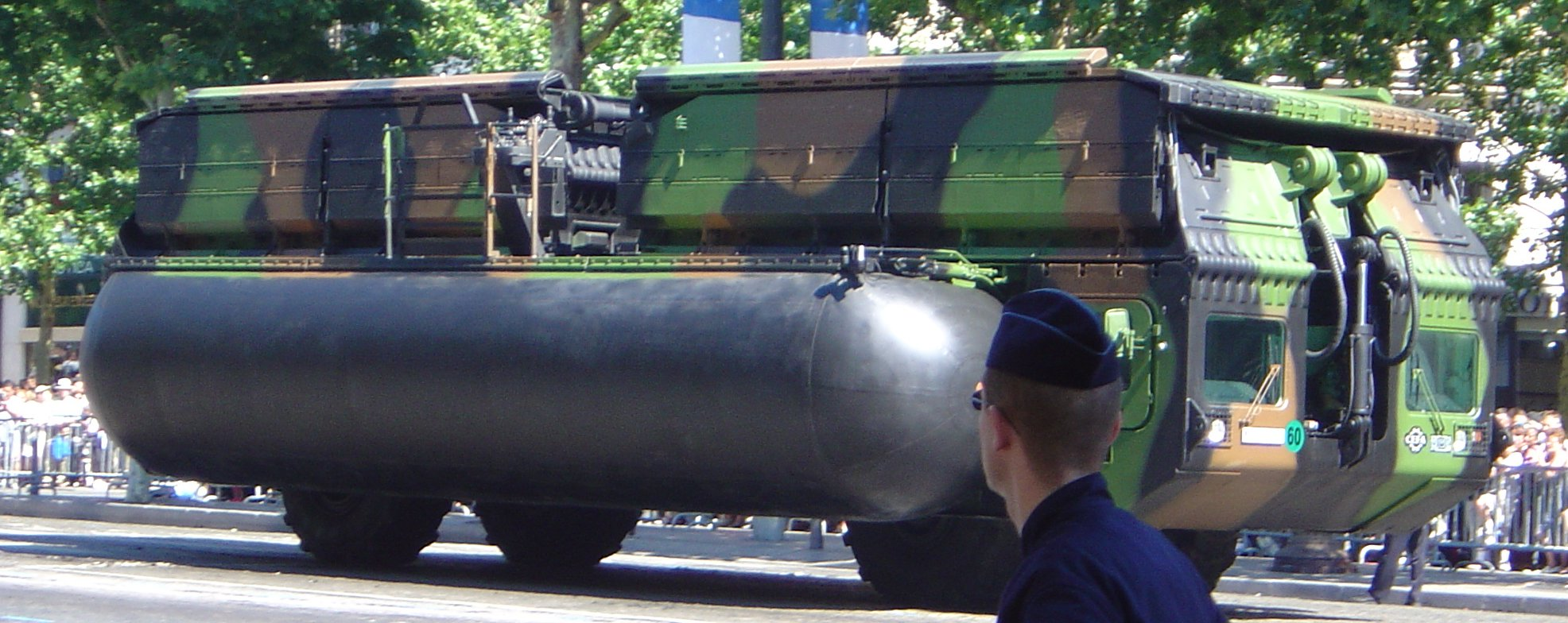
Engin de franchissement de l’avant auf einer Militärparade

Das Engin de franchissement de l’avant (kurz: EFA) ist ein vierrädriges unbewaffnetes Brückenfahrzeug, das von den französischen Unternehmen CEFA (Chaudronnerie et forges d’Alsace) und Alstom DDF entwickelt und hergestellt wurde bzw. wird. Es wird von den französischen Streitkräften seit 1993 eingesetzt und ersetzte die veralteten EWK-Gillois-Fahrzeuge. 30 Einheiten werden momentan von Frankreich verwendet. Eine vergleichbare Schwimmschnellbrücke ist die Amphibie M3, die bei der Bundeswehr eingesetzt ist.

## Funktionsprinzip

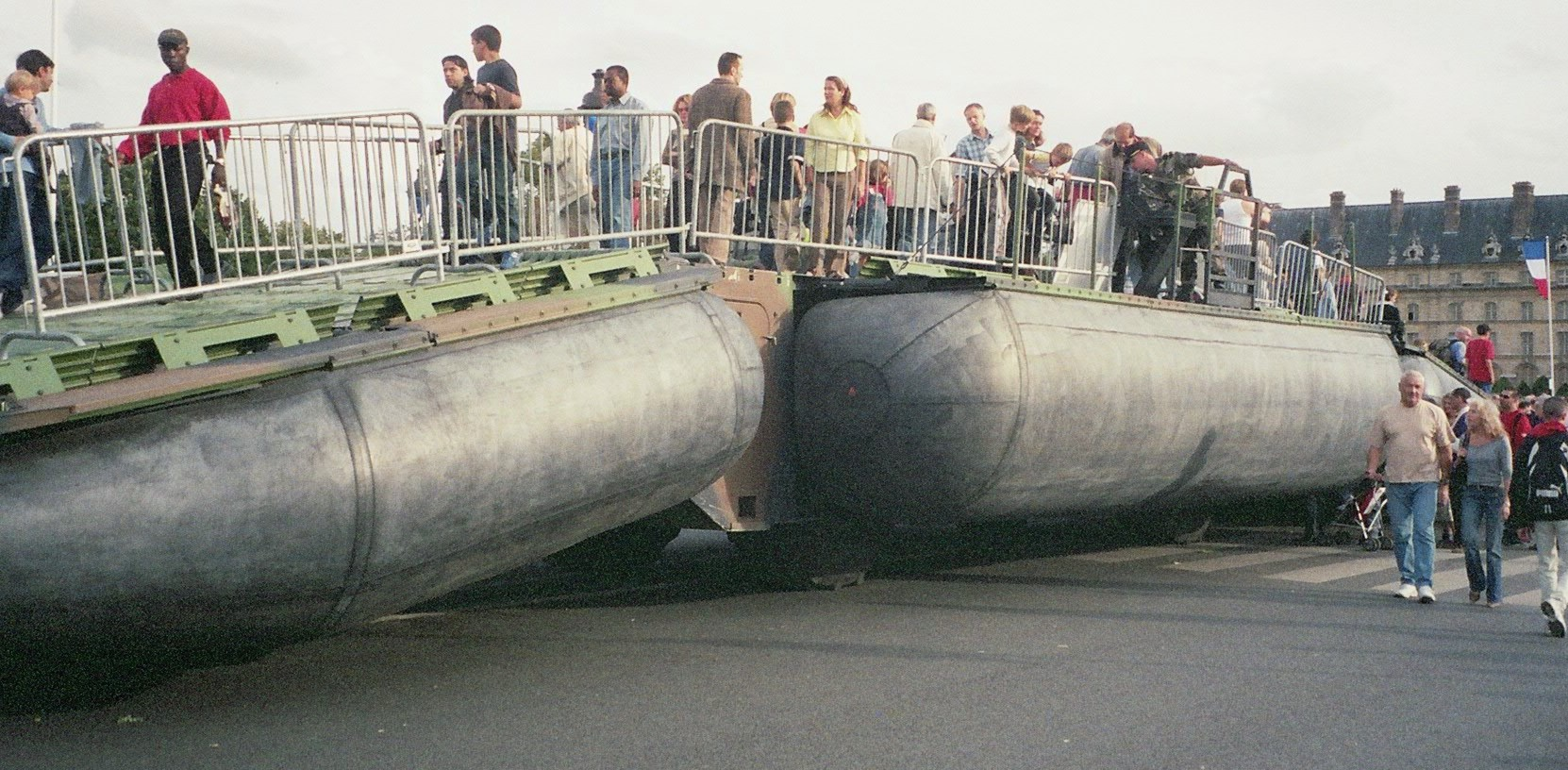
EFA mit aufgeblasenen seitlichen Luftpolstern und ausgefahrenen Rampen

Das EFA kann sowohl als Brücke, als Fähre oder als Floß eingesetzt werden und erlaubt den Transport von Fahrzeugen bis zu einer Lastenklasse MLC 70, oder maximal MLC 80, was beispielsweise die Beförderung des Kampfpanzers Leclerc einschließt. Bei der Umwandlung in die Schwimmkonfiguration werden die seitlich angebrachten Luftpolster aufgeblasen. Dieser Vorgang nimmt aber nur wenige Minuten in Anspruch. Das EFA verfügt über zwei jeweils 11,75 m lange hydraulische Rampen, die an der Front- und Heckseite angebracht sind. Diese Rampen erleichtern vor allem bei Steilufern das problemlose Auf- und Abfahren der zu transportierenden Vehikel.

### Fähre
Im Fährbetrieb steht eine 96 m² große Transportfläche zur Verfügung, die maximal mit Fahrzeugen der Lastenklasse MLC 70 beladen werden kann. Somit kann eine EFA-Einheit vier Véhicule de l’avant blindé, drei beladene LKW, zwei AMX-10, einen AMX-30 oder einen Leclerc-Kampfpanzer zum gegenüberliegenden Ufer transportieren. Insgesamt sind in einer Stunde 10 Fährungen bei einem 100 m breiten Fluss möglich. Der Antrieb im Wasser erfolgt mittels zweier um 360° drehbare Schottel SPJ 55-Propeller. Die jeweilige Leistung pro Pump-Jet-Propeller beträgt 110 kW.
- Gesamtlänge (mit ausgefahrenen Rampen): 34,55 m
- Breite: 7 m (mit Luftpolstern)
- Breite der Fahrspur: 4 m
- Ladefläche: 96 m²

### Brücke
Um eine durchgängige Pontonbrücke über einen 100 Meter breiten Flusses zu errichten, sind vier EFA-Fahrzeuge nötig. Der Aufbau ist in etwa 15 Minuten möglich. Hierbei werden die einzelnen Fahrzeuge an den Heck- und Bugseiten aneinandergekoppelt. Die Längsseite der Fahrzeugbrücke liegt somit quer zur Fließrichtung des Gewässers. Insgesamt können im Brückenbetrieb etwa 200 Fahrzeuge pro Stunde das Gewässer überqueren. Auch hier darf das Gesamtgewicht der zu überquerenden Fahrzeuge nicht die MLC-Klasse 70 übersteigen.
- Länge eines Brückenmoduls: 23,65 m
- Breite der Fahrspur: 4 m

## Technische Daten
- Besatzung: 4 (Kommandant, Straßenfahrer, Wasserfahrer, Besatzungsmitglied)
- Länge: 12,35 m
- Breite: 3,60 m
- Höhe: 4 m
- Gewicht: 43 Tonnen
- Reichweite: ca. 600 km
- Geschwindigkeitsübersicht:
  - auf der Straße: 75 km/h
  - im Gelände: 16 km/h
  - im Wasser: 3,8 m/s (unbeladen) und 3,1 m/s (beladen mit einem Fahrzeug der Lastenklasse MLC 70)
- Tiefgang: 0,60 m (unbeladen) und 1,20 m (beladen mit einem Fahrzeug der Lastenklasse MLC 70)
- Motor: Moteurs Baudouin Turbodiesel; 535 kW bei 2.700/min